# Anne V. Coates
Anne Voase Coates (Reigate, 12 dicembre 1925 – Los Angeles, 8 maggio 2018) è stata una montatrice britannica, vincitrice dell'Oscar al miglior montaggio nel 1963 per Lawrence d'Arabia.
È stata sposata con Douglas Hickox con il quale ha avuto i figli Anthony (regista), James (regista, montatore e attore) e Emma (montatrice).

## Riconoscimenti
- Premio Oscar
  - Oscar al miglior montaggio
    - 1963: vincitrice - Lawrence d'Arabia
    - 1965: candidata - Becket e il suo re
    - 1981: candidata - The Elephant Man
    - 1994: candidata - Nel centro del mirino
    - 1999: candidata - Out of Sight

  - Oscar alla carriera
    - 2017: vincitrice
- British Academy of Film and Television Arts
  - BAFTA al miglior montaggio
    - 1975: candidata - Assassinio sull'Orient Express
    - 1981: candidata - The Elephant Man
    - 1994: candidata - Nel centro del mirino
    - 2001: candidata - Erin Brockovich - Forte come la verità

  - 2007: Academy Fellowship

## Filmografia
- The Pickwick Papers, regia di Noel Langley (1952)
- Grand National Night, regia di Bob McNaught (1953)
- Il marchio del cobra (Forbidden Cargo), regia di Harold French (1954)
- Due inglesi a Parigi (To Paris with Love), regia di Robert Hamer (1955)
- 999 Scotland Yard (Lost), regia di Guy Green (1956)
- The Truth About Women, regia di Muriel Box (1957)
- La bocca della verità (The Horse's Mouth), regia di Ronald Neame (1958)
- Whisky e gloria (Tunes of Glory), regia di Ronald Neame (1960)
- Entrate senza bussare (Don't Bother to Knock), regia di Cyril Frankel (1961)
- Lawrence d'Arabia (Lawrence of Arabia), regia di David Lean (1962)
- Becket e il suo re (Becket), regia di Peter Glenville (1964)
- Il magnifico irlandese (Young Cassidy), regia di Jack Cardiff (1965)
- Quei temerari sulle macchine volanti (Those Magnificent Men in Their Flying Machines or How I Flew from London to Paris in 25 hours 11 minutes), regia di Ken Annakin (1965)
- Hotel Paradiso, regia di Peter Glenville (1966)
- Caterina sei grande (Great Catherine), regia di Gordon Flemyng (1968)
- L'ultimo avventuriero (The Adventurers), regia di Lewis Gilbert (1970)
- Due ragazzi che si amano (Friends), regia di Lewis Gilbert (1971)
- Detective privato... anche troppo (Follow Me!), regia di Carol Reed (1972)
- A War of Children - film TV (1972)
- Bequest to the Nation, regia di James Cellan Jones (1973)
- ITV Saturday Night Theatre - serie TV, 1 episodio (1973)
- Conflict, regia di Jack Gold (1973)
- Niente può essere lasciato al caso (11 Harrowhouse), regia di Aram Avakian (1974)
- Assassinio sull'Orient Express (Murder on the Orient Express), regia di Sidney Lumet (1974)
- L'uomo venerdì (Man Friday), regia di Jack Gold (1975)
- La battaglia delle aquile (Aces High), regia di Jack Gold (1976)
- La notte dell'aquila (The Eagle Has Landed), regia di John Sturges (1976)
- Il testamento (The Legacy), regia di Richard Marquand (1978)
- The Elephant Man, regia di David Lynch (1980)
- Ragtime, regia di Miloš Forman (1981)
- I pirati di Penzance (The Pirates of Penzance), regia di Wilford Leach (1983)
- Greystoke - La leggenda di Tarzan, il signore delle scimmie (Greystoke: The Legend of Tarzan, Lord of the Apes), regia di Hugh Hudson (1984)
- Lady Jane, regia di Trevor Nunn (1986)
- Codice Magnum, regia di John Irvin (1986)
- I dominatori dell'universo (Masters of the Universe), regia di Gary Goddard (1987)
- Addio al re (Farewell to the King), regia di John Milius (1989)
- Parlami di te (Listen to Me), regia di Douglas Day Stewart (1989)
- Ti amerò... fino ad ammazzarti (I Love You to Death), regia di Lawrence Kasdan (1990)
- Tutte le manie di Bob (What About Bob?), regia di Frank Oz (1991)
- Charlot - Chaplin (Chaplin), regia di Richard Attenborough (1992)
- Nel centro del mirino (In the Line of Fire), regia di Wolfgang Petersen (1993)
- Pontiac Moon, regia di Peter Medak (1994)
- Congo, regia di Frank Marshall (1995)
- Striptease, regia di Andrew Bergman (1996)
- Gli impenitenti (Out to Sea), regia di Martha Coolidge (1997)
- Out of Sight, regia di Steven Soderbergh (1998)
- Passion of Mind, regia di Alain Berliner (2000)
- Erin Brockovich - Forte come la verità (Erin Brockovich), regia di Steven Soderbergh (2000)
- Sweet November - Dolce novembre (Sweet November), regia di Pat O'Connor (2001)
- L'amore infedele - Unfaithful (Unfaithful), regia di Adrian Lyne (2002)
- Identità violate (Taking Lives), regia di D. J. Caruso (2004)
- Se proprio lo vuoi, lascialo andare (Catch and Release), regia di Susannah Grant (2006)
- La bussola d'oro (The Golden Compass), regia di Chris Weitz (2007)
- Misure straordinarie (Extraordinary Measures), regia di Tom Vaughan (2010)
- Cinquanta sfumature di grigio (Fifty Shades of Grey), regia di Sam Taylor-Johnson (2015)
- A Dolphin in Our Lake, regia di Adrian Carr (2018)